# Плотина (Щастинський район)
Плоти́на — село в Україні, у Станично-Луганській селищній громаді Щастинського району Луганської області. Населення становить 764 особи. Орган місцевого самоврядування — Станично-Луганська селищна рада.

## Географія
Плотина — село, що входить до складу Ольхівської сільської ради.
Розташоване на берегах річки Плотина за 12 км. від с. Нижня Вільхова.
Вздовж села тече балка Плотинна.

## Історія
Назва села: Гідранімне походження, утворено дублювання без змін найменування нар. Плотина.
Спочатку на території села розташовувалися 2 хутори: Верхньо-Плотинський та Нижнє-Плотинський.
Поселення засноване наприкінці XVIII—на початку XIX століть козаками Станично—Луганського юрту.
У другій половині XIX століття у хуторі Верхній Плотині налічувалося 79 дворів, мешкало 276 чоловіків та 303 жінок. У Нижній Плотині налічувалося 87 дворів, мешкало 276 чоловіків та 302 жінки.
Національний склад на 1 травня 1926 року в Нижній Плотині характеризувався[джерело?]:
Усього проживало 2012 осіб.
Українців – 59 ч. – 2.94 %
Російських - 1953 ч. - 97.06%
Площа населеного пункту – 371 га.
Населення – 813 осіб.
Кількість дворів – 347.
День села – 14 жовтня.
1921 р. Плотина входила до Теплянського станичного виконкому.
На березень 1923 року головою в Плотині працював Іван Федорович Ротов.
У 1932—1933 роках Плотинська сільська рада постраждала від Голодомору. За свідченнями очевидців кількість померлих склала щонайменше 129 осіб, імена яких встановлено.
8 лютого 1935 року в селі Плотина закрили Андріївську церкву на підставі клопотання виборців села, що дали 407 підписів.
На 18 вересня 1948 року у Нижній Плотині працювали акушерсько-гінекологічний пункт, аптека, санстанція, молочна кухня.
У 1950-х роках 2 хутори були об'єднані в одне село під назвою Плотина.
Експедицією Київського держуніверситету у Плотині розкопано 16 курганів. Вони розчищено 133 поховання, які охоплюють період від ямної культури 4 тис. до н. е. до пізніх кочівників X-XIII ст. нашої ери.

## Населення
За даними перепису 2001 року населення села становило 764 особи, з них 5,89 % зазначили рідною мову українську, 91,39 % — російську, а 1,05 % — іншу.

## Відомі люди
- Федічев Валентин Миколайович (1960—2016) — український військовик. Полковник. Заступник командувача АТО.